# Dana Galuszková
Dana Galuszková (* 16. října 1958) je česká politička a lékařka, primářka transfuzního oddělení Fakultní nemocnice Olomouc, členka ČSSD.

## Život
Pracuje jako primářka transfuzního oddělení Fakultní nemocnice Olomouc.
Dana Galuszková je vdaná. Žije ve městě Šumperk, předtím bydlela v Olomouci (v městské části Chválkovice).

## Politická kariéra
V komunálních volbách v roce 2014 kandidovala za ČSSD do Zastupitelstva města Olomouc, ale neuspěla. Ve volbách v roce 2018 kandiduje do Zastupitelstva města Šumperk.
Ve volbách do Poslanecké sněmovny PČR v roce 2017 kandidovala za ČSSD v Olomouckém kraji, ale neuspěla.
Ve volbách do Senátu PČR v roce 2018 kandidovala za ČSSD v obvodu č. 65 – Šumperk. Se ziskem 15,50 % hlasů skončila na 4. místě.
Ve volbách do Poslanecké sněmovny PČR v roce 2021 kandidovala na 2. místě kandidátky ČSSD v Olomouckém kraji. Strana se však do parlamentu vůbec nedostala.